# EF Education-Oatly
La EF-Oatly-Cannondale è una squadra femminile statunitense di ciclismo su strada con licenza di UCI Women's Continental Team.
Fondata nel 2023 come controparte femminile del team maschile EF Education-EasyPost, ha acquisito parte dell'organico del WorldTeam californiano EF Education-Tibco-SVB, dismesso a fine 2023 per mancanza di sponsor, ed è attiva nei circuiti UCI da inizio 2024. Basata a Cambridge, in Massachusetts, è diretta dal manager svedese Johan Pettersson e sponsorizzata da EF Education First, Oatly e Cannondale.

## Cronistoria

### Annuario
| Anno | Codice  | Nome                                                                            | Cat. | Biciclette | Dirigenza                                                                       |
| ---- | ------- | ------------------------------------------------------------------------------- | ---- | ---------- | ------------------------------------------------------------------------------- |
| 2024 | EFC EOC | EF Education-Cannondale (fino al 30 giugno) EF-Oatly-Cannondale (dal 1º luglio) | CTW  | Cannondale | Manager: Johan Pettersson Dir. sportivi: Carmen Small, Daniel Foder, Emma Trott |

## Palmarès
Aggiornato al 10 agosto 2024.

### Grandi Giri
- Giro d'Italia

Partecipazioni: 1 (2024)
Vittorie di tappa: 1
2024: 1 (Clara Emond)
Vittorie finali: 0
Altre classifiche: 0
- Tour de France

Partecipazioni: 1 (2024)
Vittorie di tappa: 0
Vittorie finali: 0
Altre classifiche: 0
- Vuelta a España

Partecipazioni: 1 (2024)
Vittorie di tappa: 2
2024: 2 (Alison Jackson, Kristen Faulkner)
Vittorie finali: 0
Altre classifiche: 0

### Campionati nazionali
- Campionati neozelandesi: 1

Cronometro: 2024 (Kim Cadzow)
- Campionati statunitensi: 5

In linea: 2024 (Kristen Faulkner)
- Campionati svizzeri: 1

In linea: 2024 (Noemi Rüegg)

## Organico 2024
Aggiornato al 10 agosto 2024.

### Staff tecnico
|  | Naz.                     | Ruolo | Sportivo         |  |  |  |
|  | ------------------------ | ----- | ---------------- |  |  |  |
|  | Svezia (bandiera)        | GM    | Johan Pettersson |  |  |  |
|  | Stati Uniti (bandiera)   | DS    | Carmen Small     |  |  |  |
|  | Danimarca (bandiera)     | DS    | Daniel Foder     |  |  |  |
|  | Gran Bretagna (bandiera) | DS    | Emma Trott       |  |  |  |

### Rosa
|  | Naz.                     |  | Sportivo             | Anno |  |  |
|  | ------------------------ |  | -------------------- | ---- |  |  |
|  | Irlanda (bandiera)       |  | Megan Armitage       | 1996 |  |  |
|  | Italia (bandiera)        |  | Letizia Borghesi     | 1998 |  |  |
|  | Nuova Zelanda (bandiera) |  | Kim Cadzow           | 2001 |  |  |
|  | Canada (bandiera)        |  | Clara Emond          | 1997 |  |  |
|  | Stati Uniti (bandiera)   |  | Veronica Ewers       | 1994 |  |  |
|  | Stati Uniti (bandiera)   |  | Kristen Faulkner     | 1992 |  |  |
|  | Finlandia (bandiera)     |  | Lotta Henttala       | 1989 |  |  |
|  | Canada (bandiera)        |  | Alison Jackson       | 1988 |  |  |
|  | Giappone (bandiera)      |  | Maho Kakita          | 2004 |  |  |
|  | Paesi Bassi (bandiera)   |  | Nina Kessler         | 1988 |  |  |
|  | Paesi Bassi (bandiera)   |  | Mirre Knaven         | 2004 |  |  |
|  | Germania (bandiera)      |  | Clara Koppenburg     | 1995 |  |  |
|  | Stati Uniti (bandiera)   |  | Coryn Labecki        | 1992 |  |  |
|  | Stati Uniti (bandiera)   |  | Natalie Quinn        | 2001 |  |  |
|  | Svizzera (bandiera)      |  | Noemi Rüegg          | 2001 |  |  |
|  | Australia (bandiera)     |  | Elizabeth Stannard   | 1997 |  |  |
|  | Canada (bandiera)        |  | Magdeleine Vallieres | 2001 |  |  |